# Холосне
Холо́сне — село в Україні, в Коростенському районі Житомирської області. Населення становить 524 осіб.

## Географія
Селом протікає річка Славута, права притока Ужу.

## Історія
На карті боліт Полісся Даніеля Цвікера 1650 року, на якій позначено розповсюдження кошенілі, назву села написано як Холосна (Cholosna), і село позначено як місце збору червця.
Станом на 1885 рік у колишньому власницькому селі Ушомирської волості Житомирського повіту Київської губернії мешкало 509 осіб, налічувалось 72 дворових господарства, існував постоялий будинок.
За переписом 1897 року кількість мешканців зросла до 1124 осіб (579 чоловічої статі та 545 — жіночої), з яких 1103 — православної віри.
Під час організованого радянською владою Голодомору 1932—1933 років померло щонайменше 115 жителів села.
Колишній орган місцевого самоуправління — Холосненська сільська рада.